# Janet Kidder
Janet Kidder (* um 1972 in Toronto, Ontario, oder in Cranbrook, British Columbia) ist eine kanadische Schauspielerin.

## Leben und Leistungen
Kidder wurde in Kanada geboren. Bis zu ihren späten Teenagerjahren lebte sie mit ihrer Mutter in England und kehrte dann nach Kanada zurück. Sie ist eine Medaillengewinnerin als Turnerin und hat den gelben Gürtel in Taekwondo. Sie ist die Nichte der Schauspielerin Margot Kidder, die als Lois Lane in den Superman-Filmen mit Christopher Reeve bekannt wurde. Schon als Kind wollte Janet Kidder Schauspielerin werden und verbrachte Zeit am Set von Superman. Sie war in einer Folge der dramatischen Agentenserie Nikita in Rückblicken als junge Roberta zu sehen. Margot Kidder spielte in dieser Folge die ältere Roberta, die Mutter der Hauptfigur, die von Peta Wilson dargestellt wurde. In einer anderen Folge stellte Janet Kidder die Agentin Vizcano in einer Gastrolle dar. In Nebenrollen ist sie im Horrorfilm Chucky und seine Braut (1998) mit Jennifer Tilly und im Science-Fiction-Thriller XChange (2000) mit Stephen Baldwin zu sehen. Neben ihrer Arbeit im Film und Fernsehen tritt sie auch im Theater auf. Nach sechs Jahren im Filmgeschäft entschloss sie sich zu Jura, bekam dann aber die weibliche Hauptrolle in der dramatischen Krimiserie Tom Stone, in der sie in über zwanzig Folgen als Polizistin auftrat. Im Jahr 2002 wurde Kidder für eine Folge dieser Fernsehserie für den Gemini Award nominiert und zwar als beste Hauptdarstellerin in einer dramatischen Rolle.

## Filmografie (Auswahl)
- 1997: Die Sexaffäre – Kampf ums weiße Haus (The Absolute Truth, Fernsehfilm)
- 1997: Das Lächeln der Kaltblütigkeit (Bad to the Bone, Fernsehfilm)
- 1998: Kein Vater von gestern (A Cool, Dry Place)
- 1998: Chucky und seine Braut (Bride of Chucky)
- 1999: Das Mädchen gegenüber (The Girl Next Door, Fernsehfilm)
- 1998–1999: Nikita (La Femme Nikita, Fernsehserie, zwei Episoden)
- 1999: PSI Factor – Es geschieht jeden Tag (PSI Factor, Fernsehserie, zwei Episoden)
- 1999: Mission Erde (Earth: Final Conflict, Fernsehserie, fünf Episoden)
- 1999: Die Menschen aus dem Meer (Sea People)
- 2000: XChange
- 2000: Strong Medicine: Zwei Ärztinnen wie Feuer und Eis (Strong Medicine, Episode 1x01)
- 2001: Gerechtigkeit um jeden Preis (A Mother's Fight for Justice)
- 2001: The Big Heist (Fernsehfilm)
- 2001: Dead Awake – Der Tod schläft nie (Dead Awake)
- 2002: Darkness Falling – Dunkle Geheimnisse (Darkness Falling)
- 2004: Ginger Snaps II: Entfesselt (Ginger Snaps: Unleashed)
- 2002–2004: Tom Stone (Fernsehserie, 26 Episoden)
- 2007: Superstorm – Hurrian außer Kontrolle (Superstorm, Miniserie, drei Episoden)
- 2012: The Killing (Fernsehserie, Episode 2x10)
- 2011: Knockout – Born to Fight (Knockout)
- 2011: Magic Beyond Words – Die zauberhafte Geschichte der J. K. Rowling (Magic Beyond Words: The JK Rowling Story)
- 2012: Beat Down
- 2012–2014: Continuum (Fernsehserie, zwölf Episoden)
- 2013: Delete – Das Cyber-Armageddon (Delete, Fernsehzweiteiler)
- 2013: Words & Pictures – In der Liebe und in der Kunst ist alles erlaubt (Words and Pictures)
- 2013: Motive (Fernsehserie, Episode 1x06)
- 2013: Rogue (Fernsehserie, drei Episoden)
- 2014: Grace – Besessen (Grace)
- 2014: Gracepoint (Fernsehserie, vier Episoden)
- 2015–2016: Arrow (Fernsehserie, sieben Episoden)
- 2016: Feuer im Kopf (Brain on Fire)
- 2016: Dead of Summer (Fernsehserie, drei Episoden)
- 2017: Aftermath (Fernsehserie, vier Episoden)
- 2017: Ein Cop und ein Halber: Eine neue Rekrutin (Cop and a Half: New Recruit)
- 2018: Cooking with Love (Fernsehfilm)
- 2018: Signed, Sealed, Delivered – To the Altar (Fernsehfilm)
- 2018: The Man in the High Castle (Fernsehserie, fünf Episoden)
- 2020: Alles Gute kommt von oben (Operation Christmas Drop)
- 2020: Spotlight on Christmas (Fernsehfilm)
- 2020–2021: Star Trek: Discovery (Fernsehserie, vier Episoden)
- 2021: Charmed (Fernsehserie, drei Episoden)
- 2021–2022: Kung Fu (Fernsehserie, fünf Episoden)
- 2023: Little Bird (Fernsehserie, sechs Episoden)
- 2024: A Brother’s Bond
- 2024: Wild Cards (Fernsehserie, Episode 2x07)